# Малей Лулчев Малеев
 Тази статия е за българския учител и преводач.  За революционера вижте Малей Костов Малеев.  
Малей Лулчев Малеев е български учител и преводач, полиглот.

## Биография
Роден е на 8 март 1848 година в Копривщица.
Малей Малеев е ученик в Пловдивската мъжка гимназия от 1862 до 1865 г. Преподавател е в българското училище в Цариград, а по-късно и в Пловдив. Полиглот, владеещ 10 езика. Дарител на ценни издания за Пловдивската народна библиотека.
Баща е на д-р Иван Малеев, първия българин, изкачил Монблан и на майор Лука Малеев.
Умира на 15 април 1933 г. Погребан е на Централните софийски гробища, парцел 44.

## Творчество
- Сборник народни умотворения. Кн. IV, 1891 г. [6]